# Arkeologiska forskningslaboratoriet
Arkeologiska forskningslaboratoriet, i dagligt tal AFL, är en del av Institutionen för arkeologi och antikens kultur vid Stockholms universitet
AFL grundades 1976 av Birgit Arrhenius. Avsikten var att skapa en bred bas för forskning i arkeologi med laborativ metod - det vill säga applicerandet av mer naturvetenskapliga metoder i analyser av arkeologiska material. Verksamheten omfattar år 2010 utbildning av studenter på kandidat- och master-nivå, forskarutbildning, externt finansierat forskning samt uppdragsverksamhet inom till exempel konservering och analysverksamhet.
AFL har bland annat genomfört fältstudier på Björkö, i Vendel, Tuna i Alsike, Frescati, Korsnäsboplatsen samt på Gotland. Pågående forskning år 2010 omfattar till exempel utveckling av geofysiska prospekteringsmetoder, tillämpade analyser av stabila isotoper i ben, gotländsk verkstadsorganisation, vikingatida viktsystem, amningsmönster samt lipidanalyser.
Verksamheten som ursprungligen var förlagd till Gréens villa flyttades år 2005 till Wallenberglaboratoriet där hela den arkeologiska institutionen finns samlad i en byggnad.

## AFL:s föreståndare - från 1986 professor i arkeologi med laborativ analys
- Birgit Arrhenius 1976-1998
- Inga Hägg 1998-2000
- Gustaf Trotzig 2000-2004
- Kerstin Lidén 2004-